# Рабиу, Марио
Марио Риливан Ойиндамола Рабиу (англ. Mario Riliwan Oyindamola Rabiu; род. 6 февраля 2000, Лагос, Лагос), более известный как Марио Рабиу (англ. Mario Rabiu) — нигерийский футболист, полузащитник казахстанского клуба «Актобе».

## Карьера
Футбольную карьеру начал в составе клуба «Модена». 21 октября 2019 года в матче против клуба «Фермана» дебютировал в итальянской Серии С.
3 января 2023 года подписал контракт с клубом «Витербезе».
1 июля 2023 года стал игроком албанского клуба «Скендербеу». 26 августа 2023 года в матче против клуба «Эгнатия» дебютировал в чемпионате Албании.
21 февраля 2025 года на перешёл в казахстанский клуб «Актобе».

## Клубная статистика
| Игровая карьера | Игровая карьера | Игровая карьера | Лига | Лига | Кубки | Кубки | Межд. | Межд. | Др. | Др. |
| --------------- | --------------- | --------------- | ---- | ---- | ----- | ----- | ----- | ----- | --- | --- |
| 2022/23         | Витербезе       | С               | 10   | 0    | —     | —     | —     | —     | —   | —   |
| 2023/24         | Скендербеу      | А               | 36   | 0    | 1     | 0     | —     | —     | —   | —   |
| 2024/25         | Скендербеу      | А               | 22   | 1    | 2     | 1     | —     | —     | —   | —   |
| 2025            | Актобе          | А               | 5    | 0    | 2     | 0     | —     | —     | —   | —   |